# خاویر وتر
خاویر وتر (انگلیسی: Javier Vatter؛ زادهٔ ۱۴ دسامبر ۱۹۹۰) بازیکن فوتبال اهل آرژانتین است.